# Nick Mancuso
Nick Mancuso, właściwie Nicodemo Antonio Massimo Mancuso (ur. 29 maja 1948 w Mammoli we Włoszech) – kanadyjski aktor filmowy, teatralny i telewizyjny, reżyser, dramaturg, poeta, nauczyciel, scenarzysta, producent filmowy pochodzenia włoskiego.

## Życiorys

### Wczesne lata
Urodził się w Mammoli we Włoszech, w jednym z południowych regionów tego kraju, Kalabrii.
W 1956 jego rodzina przeniosła się do Toronto w Kanadzie. Studiował psychologię na University of Guelph.

### Kariera
Karierę rozpoczął w połowie lat 60. XX w. jako członek założyciel wielu tzw. podziemnych teatrów w Toronto, w tym Toronto Free Theatre, Canadian Stage, Factory Lab Theatre i Theatre Pass Muraille. W 1970 był dyrektorem artystycznym Pier One Theatre w Halifax w Nowej Szkocji, a w 1976 – członkiem Stratford Company; grał tam z takimi artystami jak: Maggie Smith, Hume Cronyn, Jessica Tandy i Jeremy Brett.
W 1976 na Stratford Shakespeare Festival w Stratford w Ontario wystąpił w sztukach: Kupiec wenecki jako Bassanio, Antoniusz i Kleopatra jako Diomedes oraz Sen nocy letniej jako Lysander. W 1977 na deskach Alliance Theatre Company w Atlancie zagrał w spektaklu Ogon tygrysa jako Silva. W latach 1989–90 w Los Angeles Theatre Center był w obsadzie Strong Man's Weak Child. Inne sztuki i odpowiednio role z jego udziałem na Stratford Shakespeare Festival to: Endgame jako Clov, Underground jako Gerry, Wrzosowisko jako Nutka, Tramwaj zwany pożądaniem Tennessee Williamsa jako Stanley, a także Noc Iguany jako Shannon.
W 1978 po raz pierwszy zagrał główną rolę Johna Shackelforda w amerykańskiej produkcji telewizyjnej ABC Dr. Scorpion z Christine Lahti. Następnie w horrorze Arthura Hillera Nocne skrzydła (Nightwing, 1979) u boku Davida Warnera zagrał Youngmana Durana, zastępcę z rezerwatu Indian Hopi w Nowym Meksyku, który bada serię tajemniczych okaleczeń bydła. Za rolę wrażliwego i przeżywającego rozterki nastolatka Davida Kappela uwiedzionego przez sektę religijną w dramacie Bilet do nieba (Ticket to Heaven, 1981) z Meg Foster i Kim Cattrall otrzymał Nagrodę Genie.

## Wybrana filmografia
- 1974: Emma Goldman (Red Emma, TV) jako Sasha Berkman
- 1974: Czarne święta (Black Christmas) jako zabójca (głos w telefonie)
- 1981: Bilet do nieba (Ticket to Heaven) jako David
- 1991: Pocałunki i kłamstwa (Lies Before Kisses, TV) jako Sonny
- 1991: Zemsta panny młodej (Vendetta: Secrets of a Mafia Bride, TV) jako Danny La Manna
- 1992: Huragan ognia (Rapid Fire) jako Antonio Serrano
- 1992: Pajęczyna zbrodni (Somebody's Daughter, TV) jako Noah Canaan
- 1992: Liberator (Under Siege) jako Tom Breaker
- 1993: Dzikie palmy (Wild Palms, TV) jako Tully Woiwode
- 1995: Prawo dżungli (The Takeover) jako Anthony Vilachi
- 1995: Liberator 2 (Under Siege 2: Dark Territory) jako Tom Breaker
- 1995: Młody Ivanhoe (Young Ivanhoe) jako De Bourget
- 1997: Wyrok (Laws of Deception) jako detektyw sierżant Lou Mather
- 1999: Pamięć absolutna 2070 (Total Recall 2070, serial TV) jako Richard Collector
- 2001: Lawina (Avalanche Alley, TV) jako Scott
- 2005: Prowokacja (Today You Die) jako agent Saunders
- 2005: W Wirze (In the Mix) jako Salvatore
- 2007: Zabójcze zlecenie (Contract Killers) jako Witkoff
- 2009: Bunt gargulców (La fureur des gargouilles) jako ojciec Gable (duchowny)